# Genius (sito web)
Genius (precedentemente Rap Genius) è un sito internet dedicato alla spiegazione e all'interpretazione di testi musicali, in particolare testi hip hop.
Lo scopo del sito non è tanto "tradurre il rap in un linguaggio altolocato, ma farlo apprezzare come poesia", come cita il sito stesso. Il sito si basa su contenuti generati dagli stessi utenti, usando un format molto simile a quello usato da Wikipedia; più un utente spiega un verso esaustivamente e simpaticamente, più il suo "Rap IQ" aumenta. Inoltre il sito comprende un blog e una sezione chiamata "Rap Map". Il sito è aggiornato con nuove canzoni e nuove "explanations" giornalmente.
Inoltre Rap Genius è presente su Facebook e su Twitter per un costante aggiornamento.
Rap Genius è un fenomeno in forte crescita, tanto che nel giugno 2011 è arrivato a contare quasi un milione di visitatori unici al mese. Al sito sono iscritti anche gli artisti stessi, tra i quali Eminem.
È presente l'applicazione sia per App Store che per il Play Store.

## Storia

### Fondazione e creazione
Genius è stato fondato nell'ottobre del 2009 da Mahbod Moghadam, Tom Lehman e Ilan Zechory, che si erano conosciuti alla Yale University da studenti. A Lehman e Moghadam venne l'idea del sito nell'estate del 2009, mentre si chiedevano il significato dei versi di Cam'ron. Mentre Lehman iniziava a strutturare una prima versione del sito, Moghadam, un giovane laureato e dipendente al primo anno da Dewey e LeBoeuf che era in congedo sabbatico retribuito, decise di seguire il sito a tempo pieno. Lehman, il programmatore del sito, e Zechory si unirono presto a lui e portarono l'idea a buon fine.

### Nome
Battezzato originariamente come Rap Exegesis, nel dicembre del 2009 il sito prese l'attuale denominazione in quanto il nome precedente era troppo difficile da pronunciare per gli utenti.

### Introduzione di nuovi strumenti
La possibilità di ascoltare le canzoni mentre si leggono le spiegazioni, il Rap Map e la spiegazione dei video musicali sono tutti strumenti aggiunti in seguito.

## Format
In Genius gli utenti possono ascoltare la musica, leggere i testi e cliccare sui versi cui sono interessati per visualizzare le annotazioni (il verso annotato è evidenziato in grigio). Contribuire è facile perché chiunque può creare un account e incominciare ad annotare un brano semplicemente evidenziando il verso e cliccando su "Start the Genius Annotation". Gli utenti registrati con un account possono caricare file, correggere e spiegare i testi. Possono inoltre offrire suggerimenti per migliorare testi ed annotazioni già pubblicati. Editor e moderatori aiutano a generare e monitorare il contenuto e a mantenere una certa qualità di scrittura. Gli utenti guadagnano "IQ" per ogni annotazione  pubblicata. I punti sono dati non solo in base alla quantità di versi annotati, ma anche alla loro qualità.

## Caratteristiche

### Rap IQ[2]
| Contributo                               | IQ  |
| ---------------------------------------- | --- |
| Fare una domanda                         | +1  |
| Suggerimento integrato                   | +2  |
| Aggiunta di metadati                     | +2  |
| Rispondere a una domanda                 | +5  |
| Scrivere una bio                         | +5  |
| Scrivere un'annotazione                  | +5  |
| Aggiungere il testo di una canzone       | +5  |
| Annotazione accettata                    | +10 |
| Il testo viene contrassegnato come reale | +40 |